# Миронов, Александр Николаевич (тюремщик)
Александр Николаевич Миронов (1896 — 1968) — сотрудник органов государственной безопасности, начальник Лубянской тюрьмы, полковник.

## Биография
Родился в русской семье батраков. С 15 октября 1918 в Красной армии и войсках ВЧК, с 1923 года в органах государственной безопасности, с 1932 член ВКП(б). С 1924 работает старшим надзирателем, дежурным помощником начальника и с 1937 по 1953 начальником внутренней тюрьмы НКВД—МГБ СССР. Обеспечивал сопровождение применения незаконных методов дознания по отношению к заключённым. Участник убийств И. Т. Бовкуна-Луганца и Киры Ивановны Симонич-Кулик, жены маршала Советского Союза Г. И. Кулика (по указанию Сталина и Берия). В отличие от своих подельников впоследствии репрессирован не был, но вызывался на допросы в военную прокуратуру, например по делу Я. Эйдуса. Проживал по адресу: Большой Комсомольский переулок, дом № 5, квартира № 5 (по другим данным № 1). С 1953 года на пенсии в Москве. На 1955 год работал управляющим делами в Лаборатории измерительных приборов АН СССР.

### Звания
- 19.07.1936, старший лейтенант государственной безопасности;[3]
- 09.08.1939, капитан государственной безопасности;[4]
- 1943, подполковник;
- полковник.

### Награды
- 20.12.1932, знак «Почётный работник ВЧК-ОГПУ (XV)»;[5]
- 22.07.1937, орден Красной Звезды;[6]
- 22.02.1938, медаль «ХХ лет РККА»;[7]
- 26.04.1940, орден «Знак Почёта»;[8]
- 20.09.1943, орден Трудового Красного Знамени;[9]
- 03.11.1944, орден Красного Знамени;[10]
- 21.02.1945, орден Ленина.